# هق
هق، روستایی از توابع بخش نالوس شهرستان اشنویه در استان آذربایجان غربی ایران است. مردم این ده در کار پرورش دام و زنبورداری و کشاورزی هستند و آغای این ده سامین عبداله شاهی است

## جمعیت
این روستا در دهستان هق قرار دارد و براساس سرشماری مرکز آمار ایران در سال ۱۳۸۵، جمعیت آن ۹۲۷ نفر (۱۵۵ خانوار) بوده‌است.